# Higgsboson

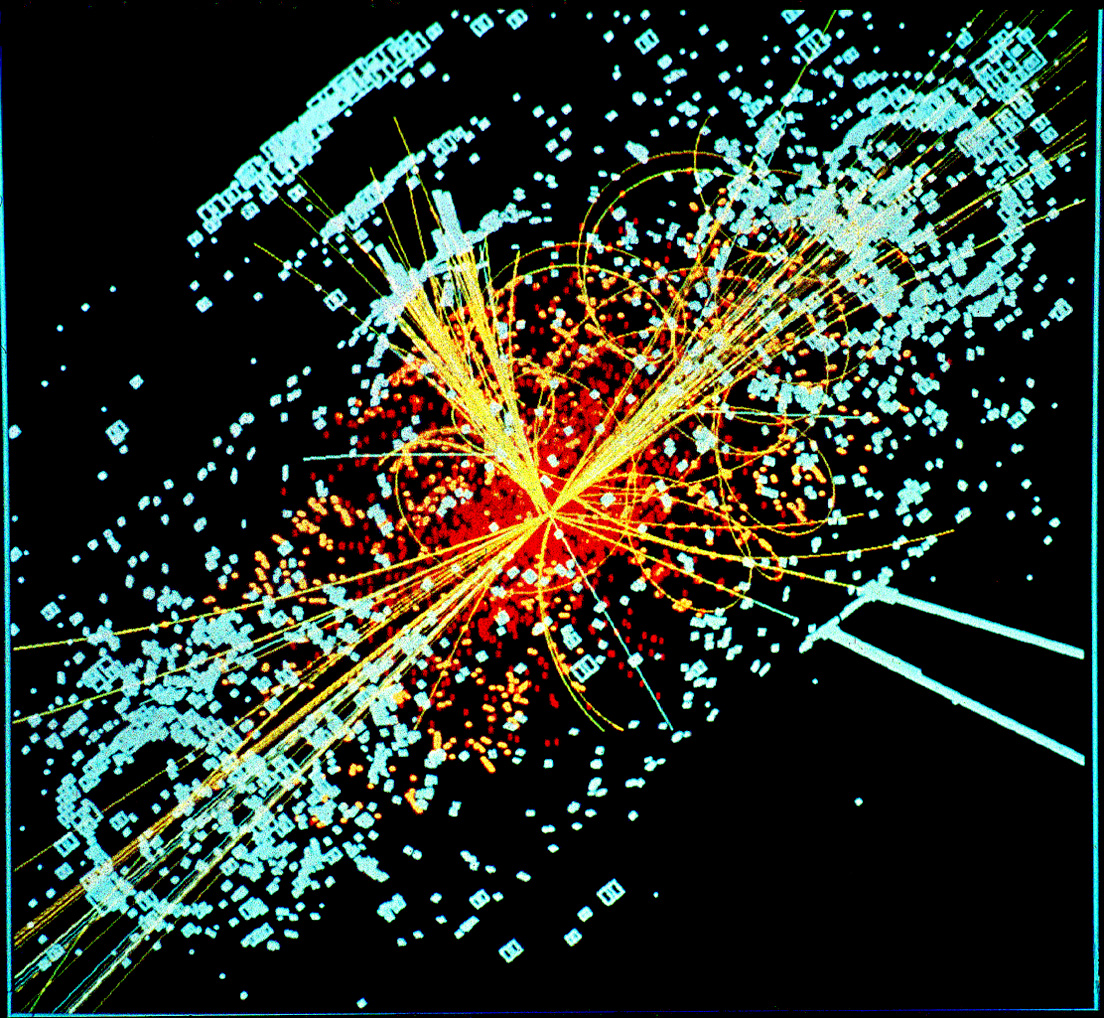
Simulatie van het hypothetische verval van een higgsdeeltje, CMS/CERN

Het higgsboson, higgsdeeltje of Brout-Englert-Higgs-deeltje is een naar Peter Higgs vernoemd elementair deeltje dat in 1964 door François Englert en Robert Brout voor het eerst werd voorspeld. Op 4 juli 2012 werd bekendgemaakt dat met behulp van de Large Hadron Collider een deeltje is ontdekt waarvan de massa overeenkomt met die van het higgsboson. Op 14 maart 2013 werd door CERN nogmaals onder voorbehoud bevestigd dat het deeltje bestaat.
Het higgsboson is van fundamenteel belang: het moet bestaan om het standaardmodel van de deeltjesfysica te laten kloppen. Het is de drager van het higgsveld, dat in het hele universum aanwezig is. Door de higgsbosonen krijgen alle andere deeltjes massa. Volgens sommige nieuwe theorieën, in het bijzonder theorieën met supersymmetrie, zou er niet één soort higgsboson bestaan, maar een familie van verschillende higgsbosonen.
Het higgsboson zal spin 0 hebben en zal vervallen via patronen die goed voorspelbaar zijn.

## Massa van een higgsboson

Twee gluonen botsen en vormen een Higgsboson

Het standaardmodel kan de massa van een higgsboson niet voorspellen. De experimentele zoektocht naar het higgsdeeltje bij de LEP-experimenten heeft een onderlimiet van 114 GeV/c² bepaald. De meeste voorspellingen zeggen dat het 'lichtste' higgsboson (er kunnen meerdere soorten higgsbosonen zijn met verschillende massa) een massa zal hebben die slechts iets hoger is dan de huidige techniek kan aantonen, rond de 125 GeV/c² of minder.
De jacht op het higgsdeeltje speelde zich af in de Tevatron-versneller van het Fermilab in Chicago, maar de Tevatron is sinds 30 september 2011 gesloten. Met de komst van de Large Hadron Collider (LHC) bij het CERN in Genève, die op 10 september 2008 in gebruik werd genomen, hoopte men het higgsboson dan uiteindelijk (op indirecte wijze) te kunnen waarnemen. 

## Grenzen voor de massa van het higgsboson

Twee quarks botsen en vormen een Higgsboson

Met een massa van 125,3 GeV/c² lijkt het erop dat het standaardmodel bruikbaar blijft tot aan de theoretische grenzen die aangegeven zijn door de plancklengte, bij 1016 TeV/c².
Veel theoretici verwachten dat geheel nieuwe natuurkundige wetten  zullen blijken te gelden vooraleer de grens van de TeV-massa's bereikt wordt. Zij baseren zich daarbij op een aantal onregelmatigheden in het standaardmodel. De hoogst mogelijke massa die het higgsboson zou kunnen hebben zonder dat het standaardmodel inconsistent wordt, is ongeveer 1 TeV/c² (ca. 1000 u).
Waarnemingen en theorie geven aanwijzingen voor grenzen waarbinnen die massa zal moeten vallen. Het gaat dan met name om de bestaande metingen van de massa van de topquark en de W- en Z-bosonen.
Het higgsboson speelt, net zoals de topquark, door hogere orde kwantumcorrecties een kleine maar meetbare rol bij de productie van W- en Z-bosonen. Door de combinatie van metingen is een (indirecte) bovenlimiet van ongeveer 144 GeV/c² verkregen. Een pikant detail is dat de waarschijnlijkste massa volgens deze indirecte methode rond (slechts) 76 GeV/c² ligt. Deze lage waarde is echter al uitgesloten door de (directe) zoektocht naar het higgsdeeltje bij de LEP-experimenten die een onderlimiet van 114 GeV/c² hebben bepaald.

## Ontdekking van het higgsboson
Op 13 december 2011 maakte CERN, het Europees Centrum voor Kernonderzoek, bekend dat ze in de meetresultaten van de LHC aanwijzingen hadden gevonden dat er een nieuw deeltje, mogelijk het higgsboson, bestaat. Het boson werd met waarschijnlijkheid 2,3 σ (97%) waargenomen door de ATLAS- en CMS-detectoren van de Large Hadron Collider.
Op 4 juli 2012 werd officieel aangekondigd dat er een nieuw deeltje (met een heeltallige spin ongelijk aan 1 en daarom mogelijk het higgsdeeltje) gevonden was. De massa is 125,3 (±0,6) GeV/c² met een waarschijnlijkheid van 4,9 σ. Verder onderzoek zal moeten uitwijzen of dit deeltje inderdaad het (lichtste) higgsboson is of een ander nieuw deeltje: een ander nieuw fundamenteel deeltje of (waarschijnlijker) een nieuw samengesteld deeltje.

## 'Godsdeeltje'
Een bijnaam - niet onder natuurkundigen - van het higgsboson is Godsdeeltje, in het Engels God particle. Het is vooral in sommige populaire media dat het deeltje ook wel het Godsdeeltje wordt genoemd. Dit is iets wat natuurkundigen over het algemeen verafschuwen, omdat het een misleidende term is.
Deze naam zou volgens onderzoekers voor het eerst gebruikt zijn in 1993. De natuurkundige en Nobelprijswinnaar Leon Lederman schreef een boek over het deeltje, getiteld The God Particle: If the Universe is the Answer, What is the Question? Lederman zou tegen vrienden gezegd hebben, dat hij zijn boek The Goddamned Particle had willen noemen, om zo uiting te geven aan de frustraties over het vooralsnog onvindbare deeltje. Zijn uitgever zou die titel niet hebben geaccepteerd, mogelijk omdat het kwetsend voor gelovigen zou kunnen zijn. Hij zou de uiteindelijke titel hebben voorgesteld.
“Lederman heeft een hoop uit te leggen”, zei de Britse onderzoeker Peter Higgs, die in de jaren zestig het bestaan van het deeltje voorspelde. James Gillies, woordvoerder van CERN, was meer vergevingsgezind. “Het deeltje heeft natuurlijk niets met God te maken”, verklaarde hij. “Maar ik begrijp waarom mensen het zo noemen. Zonder het higgsboson kan de natuur niet begrepen worden.”

## Nobelprijs
In 2013 werd de Nobelprijs voor de Natuurkunde toegekend aan François Englert en Peter Higgs voor de ontdekking van het Brout-Englert-Higgs-deeltje. Robert Brout was in 2011 al overleden.

## Verder lezen
- (en)  Baggott, Jim: Higgs: The Invention and Discovery of the 'God Particle', Oxford University Press 2012, 304 pp.
- (nl)  Stroeykens, Steven: Gevonden! Hoe het Higgs-deeltje onze wereld veranderde, Bezige Bij Antwerpen, 2013, 303 pp.
- (en)  Tonelli, Guido: solvayinstitutes.be Facing the Scalar Challenge[dode link] (resultaten CERN mei 2013)